# Yaba
Yaba là một tổng của tỉnh Nayala ở phía tây Burkina Faso. Thủ phủ của tổng này là thị xã Yaba. Theo điều tra dân số năm 1996, tổng này có dân số 29.806.

## Các thị xã và các làng
- Yaba	(6 591 dân) (thủ phủ)
- Bagnontenga	(1 105 dân)
- Basnéré	(182 dân)
- Biba	(3 479 dân)
- Bo	(1 116 dân)
- Bounou	(3 145 dân)
- Doloba	(167 dân)
- Issapougo	(924 dân)
- Kera	(845 dân)
- Lah	(378 dân)
- Largogo	(96 dân)
- Loguin	(305 dân)
- Pangogo	(1 187 dân)
- Pasnam	(432 dân)
- Sapala	(1 165 dân)
- Saran	(1 095 dân)
- Siellé	(3 064 dân)
- Siena	(1 191 dân)
- Tiema	(444 dân)
- Toba	(1 227 dân)
- Tosson	(1 068 dân)
- Zaré	(600 dân)